# Sokołowka (rejon koroczański)
Sokołowka (ros. Соколовка) – wieś w Rosji, w obwodzie biełgorodzkim, w rejonie koroczańskim. W 2010 liczyła 411 mieszkańców.